# Xã Denton, Quận Scott, Arkansas
Xã Denton (tiếng Anh: Denton Township) là một xã thuộc quận Scott, tiểu bang Arkansas, Hoa Kỳ. Năm 2010, dân số của xã này là 373 người.